# Convento de San Antonio de Padua (Yucatán)

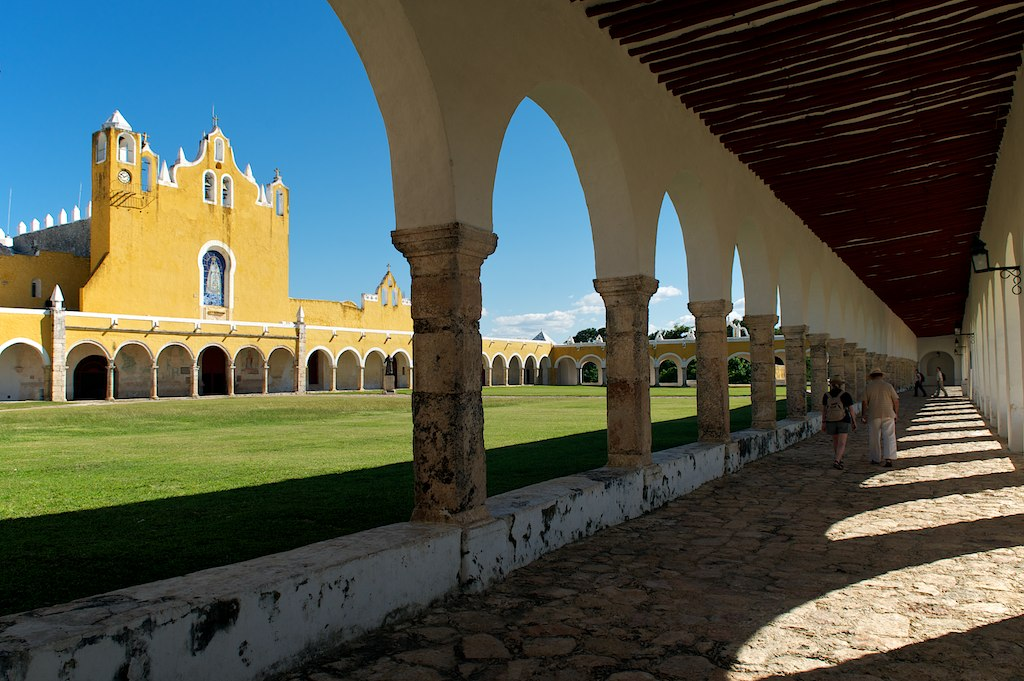
Atrio del convento

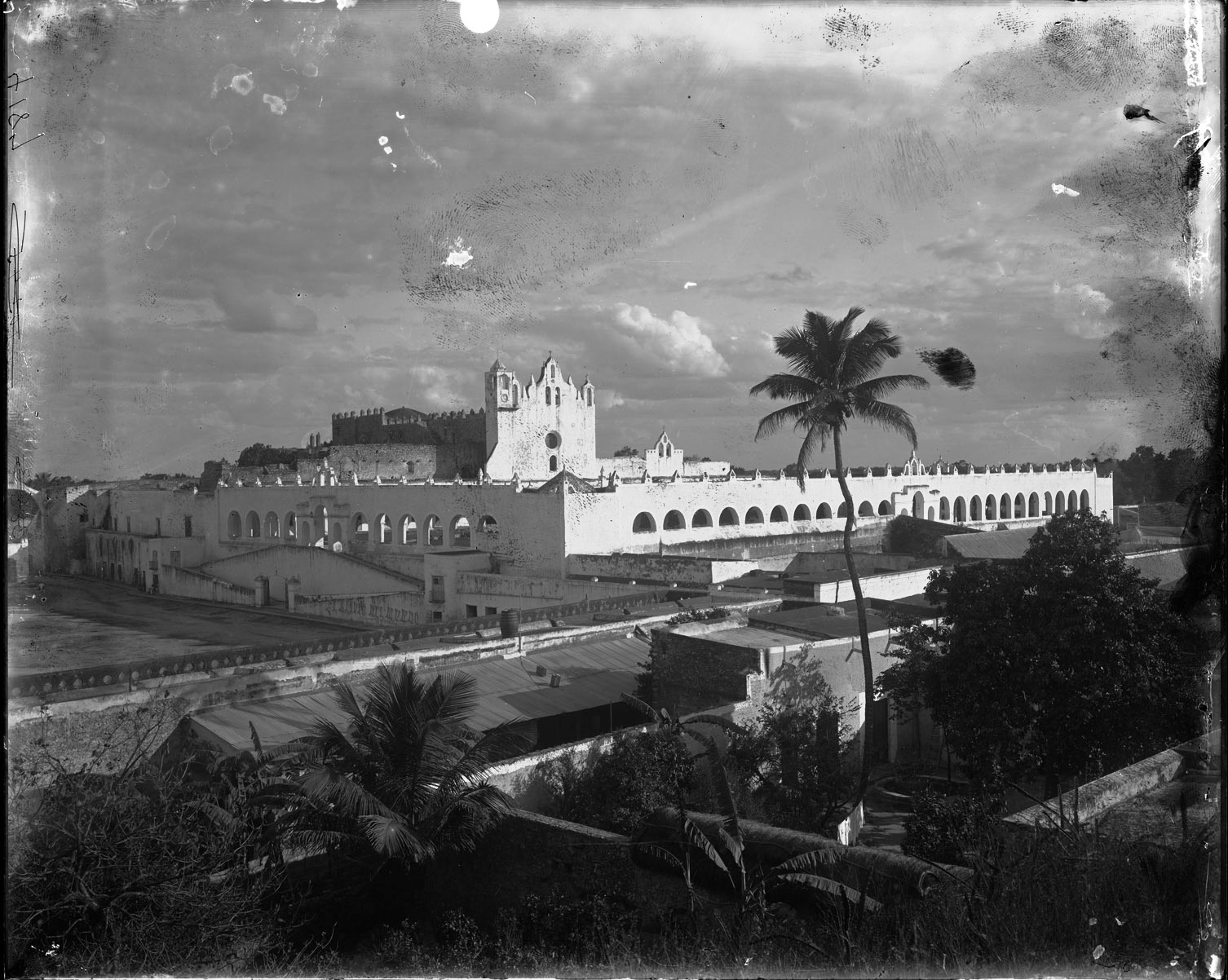
Iglesia y convento de San Antonio de Padua en Izamal tomada por la Expedición de Allison V. Armour en 1899

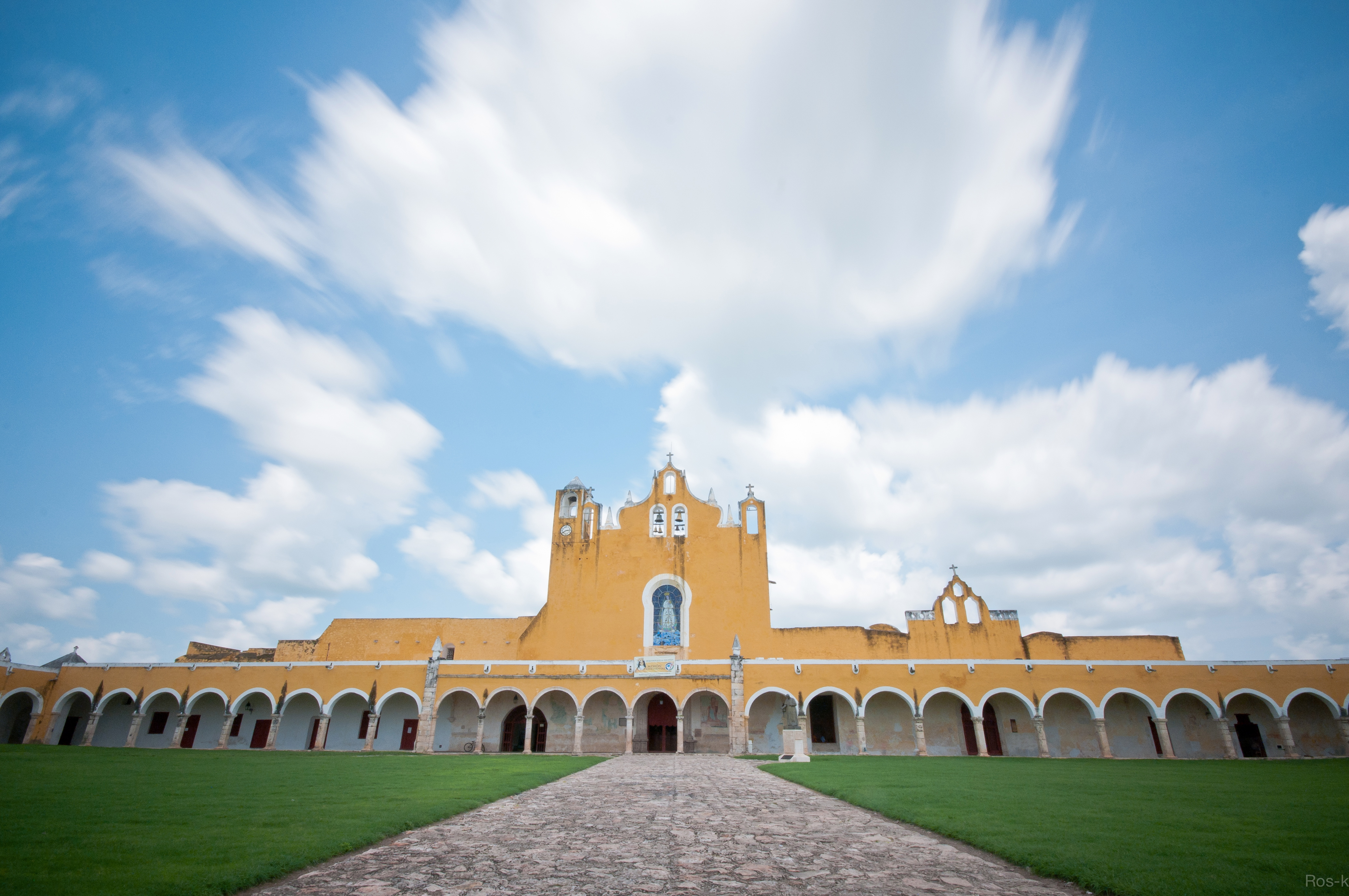
Vista de la fachada del convento de Izamal

El Convento de San Antonio de Padua ubicado en Izamal (etimología idioma maya, Itzmal: Rocío del cielo), Yucatán, fue el quinto convento construido en el actual estado de Yucatán, México. Fue edificado entre los años 1549 y 1561 en la población yucateca fundada en el siglo IV, dedicada a Zamná.
El convento fue fundado por los franciscanos, encabezados por Fray Diego de Landa y construido en lugar de la pirámide Pop-hol-Chac, cuyas piedras se usaron de material para el nuevo edificio. La pirámide Pop-hol-Chac era la más alta de las seis plataformas prehispánicas que se encontraban en Izamal, lo que hasta la fecha permite que el convento sea visible desde distancias lejanas. y en su época facilitaba a los franciscanos el control del lugar, al dominar gran parte del paisaje.

## Arquitectura
La construcción fue dirigida por un reconocido arquitecto y maestro de la época, el Padre Fray Juan de Mérida quien estuvo a cargo de muchas edificaciones de orden religioso en la península de Yucatán. El convento de San Antonio de Padua fue una de sus más grandes obras, que fue fundamental para el desarrollo de la zona y en Mesoamérica por el gran tamaño de sus proporciones y por estar en una población que tenía gran importancia en la época precolombina.
Para subir al convento hay tres rampas a sus costados y al frente, esta última de un solo cuerpo que finaliza con una alta y sencilla portada por donde se ingresa al atrio principal.
En la actualidad el convento, como todo Izamal, está pintado de amarillo ocre, color que se les puso desde 1993, con motivo de la visita del Papa Juan Pablo II.
El atrio principal es de forma rectangular y tiene una extensión de 7,806.43 m², lo que lo convierte en el atrio cerrado más grande de América y en el segundo más grande del mundo después de la Plaza de San Pedro, en Ciudad del Vaticano. Es su atrio el que le ha dado gran reconocimiento mundial al convento. Cuenta con un total de 75 arcos, pero ninguno de los cuatro lados del gran rectángulo cuenta con el mismo número de arcos; 26 están ubicados frente a la fachada del templo (oriente), 25 del lado poniente, 13 dan al norte y 11 al sur. Además, el conjunto está conformado por la Capilla de indios, cuatro capillas posas y dos claustros: el Alto y el Bajo. La fachada actual no es la original, que fue modificada hacia el final de la Colonia.

## Interior

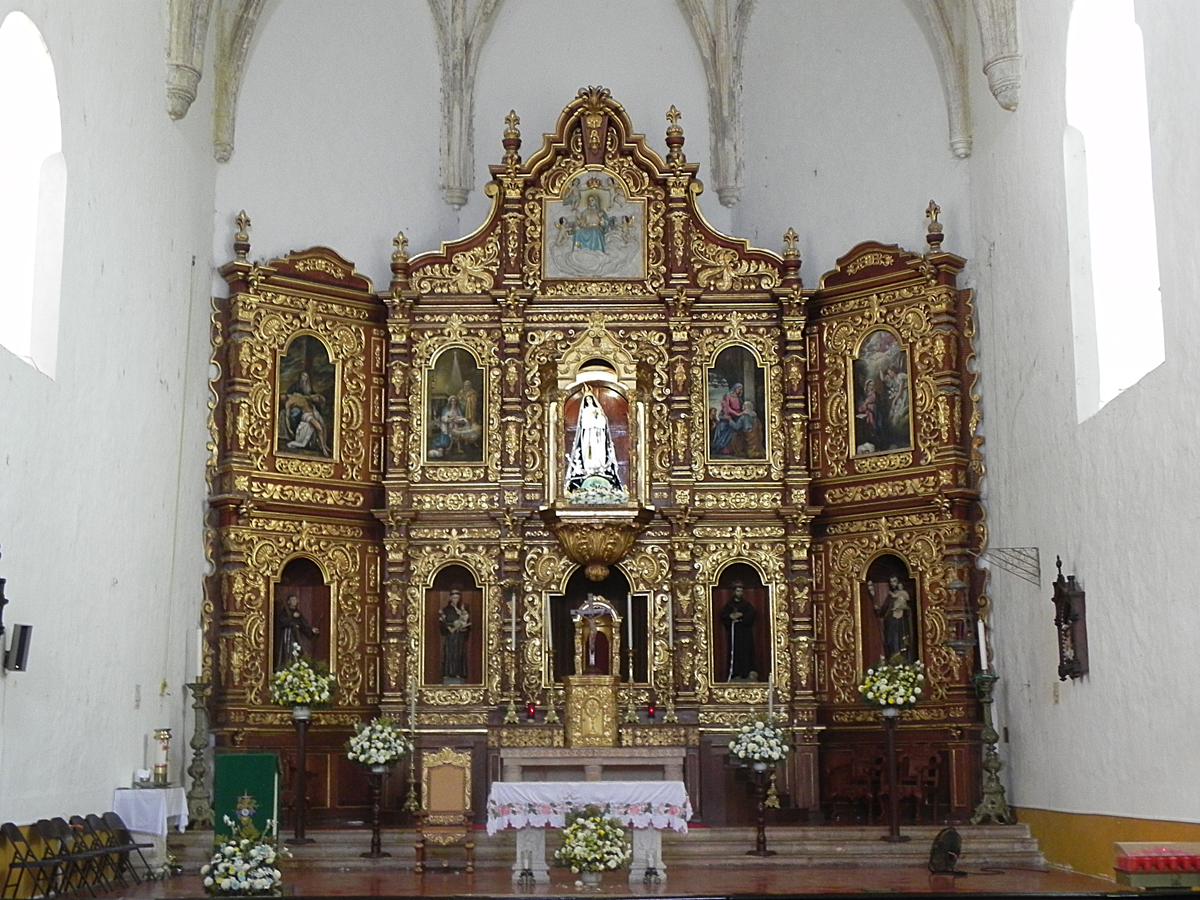
Retablo de la Virgen en el convento De San Antonio De Padua

El interior del convento cuenta con pinturas murales que datan del siglo XVI y XVII. Dentro del templo principal, dedicado a la Purísima Concepción, se halla un gran retablo de estilo barroco, cubierto con baño de oro. En este retablo se encuentran diversas pinturas con escenas que representan la Muerte de Cristo, su nacimiento, la visita de la Virgen a Santa Isabel y la Visitación del ángel a María. En la parte superior, se representa “la Coronación de la Virgen como Reina del Cielo” y abajo, la imagen de la Virgen de la Purísima Concepción, escultura que fue traída por Fray Diego de Landa desde Guatemala
La imagen de la Purísima Concepción, llamada la Virgen de Izamal, tiene su propia historia: fue llevada al convento por Fray Diego de Landa junto con otra idéntica en tamaño, forma e imagen. Juntas se conocían como "Las Vírgenes Hermanas". Una se quedó en Izamal y la otra fue llevada a Mérida (México), pero la primera fue destruida por un incendio sucedido el 16 de abril de 1829. Las autoridades eclesiásticas mandaron a traer la otra Virgen. Donada por Narcisa de la Cámara, permanece en su convento desde entonces.
Al espacio dedicado a la Purísima Concepción se puede acceder a través de una escalera que llega al camarín que cuenta con un retablo dorado con más de una docena de pinturas dedicadas a La Virgen. Dentro de la iglesia principal también se puede o observar un Cristo negro que ayudó al proceso evangelizador.

## Festividades
Izamal es un pueblo lleno de fiestas y varias de ellas están relacionadas con el Convento. Cada 13 de junio se celebra el día de San Antonio de Padua, patrono de los franciscanos y fiel devoto a la religión desde temprana edad. Las fiestas inician con una ceremonia religiosa para bajar la imagen del santo y llevarla a peregrinar por las calles con música, flores y fuegos artificiales. El día 13 de junio se celebra la subida del santo y el último gremio devuelve la imagen a la iglesia y para concluir se lleva a cabo una misa para los fieles seguidores.
Como la Virgen es la patrona de la ciudad, el 15 de agosto comienzan los festejos que duran 10 días durante los que el gremio que la organiza lleva a cabo procesiones y vaquerías en su honor.
Del 1 al 12 de diciembre se festeja a la Purísima Concepción. El primer día se lleva a cabo la bajada de la imagen, lo que marca el inicio de los festejos en honor a la Virgen de Izamal, que se llevan al cabo en la parroquia del Convento de San Antonio de Padua.

## Galería de imágenes

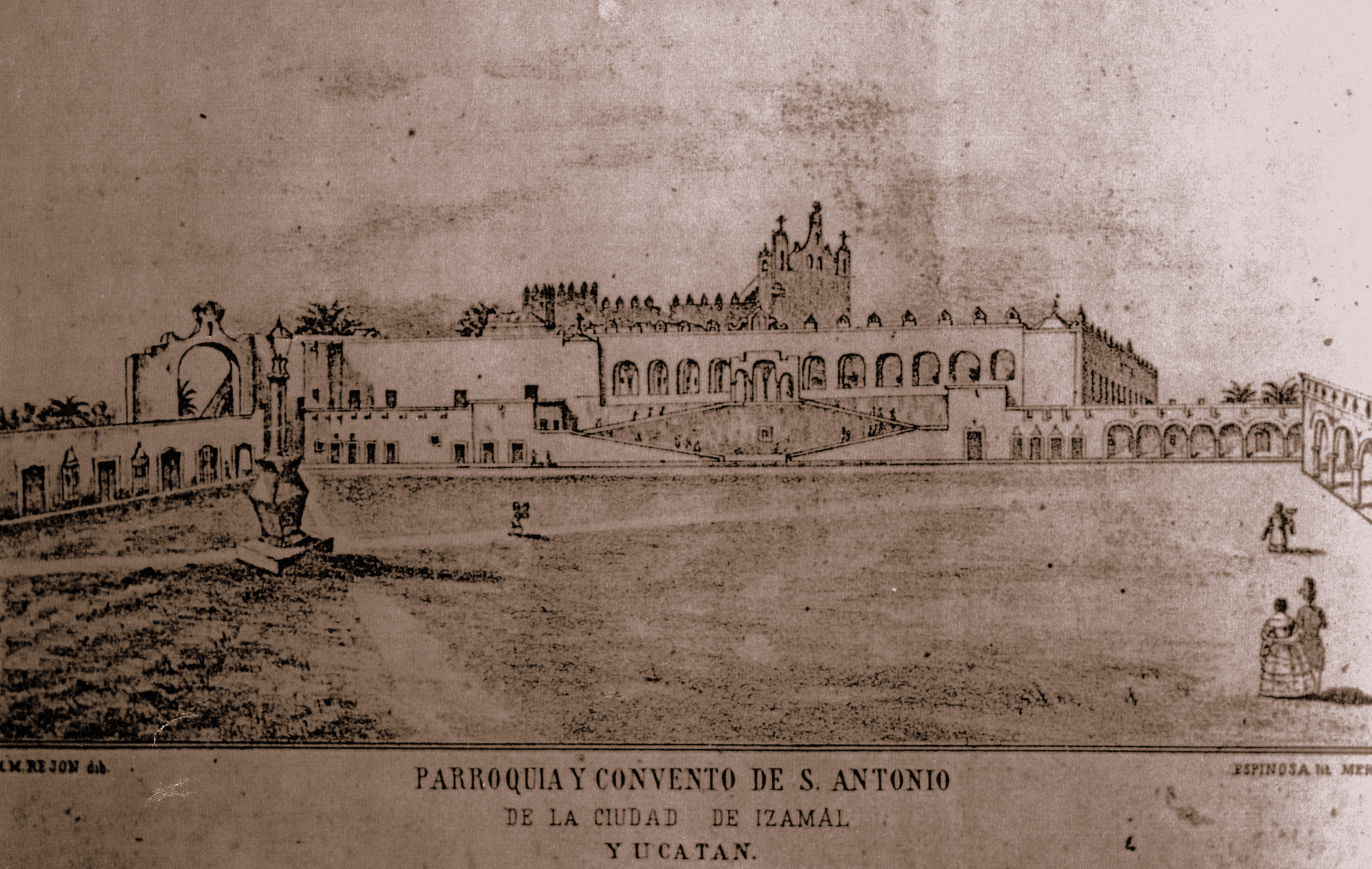
Litografía del Convento, c.a. 1820.
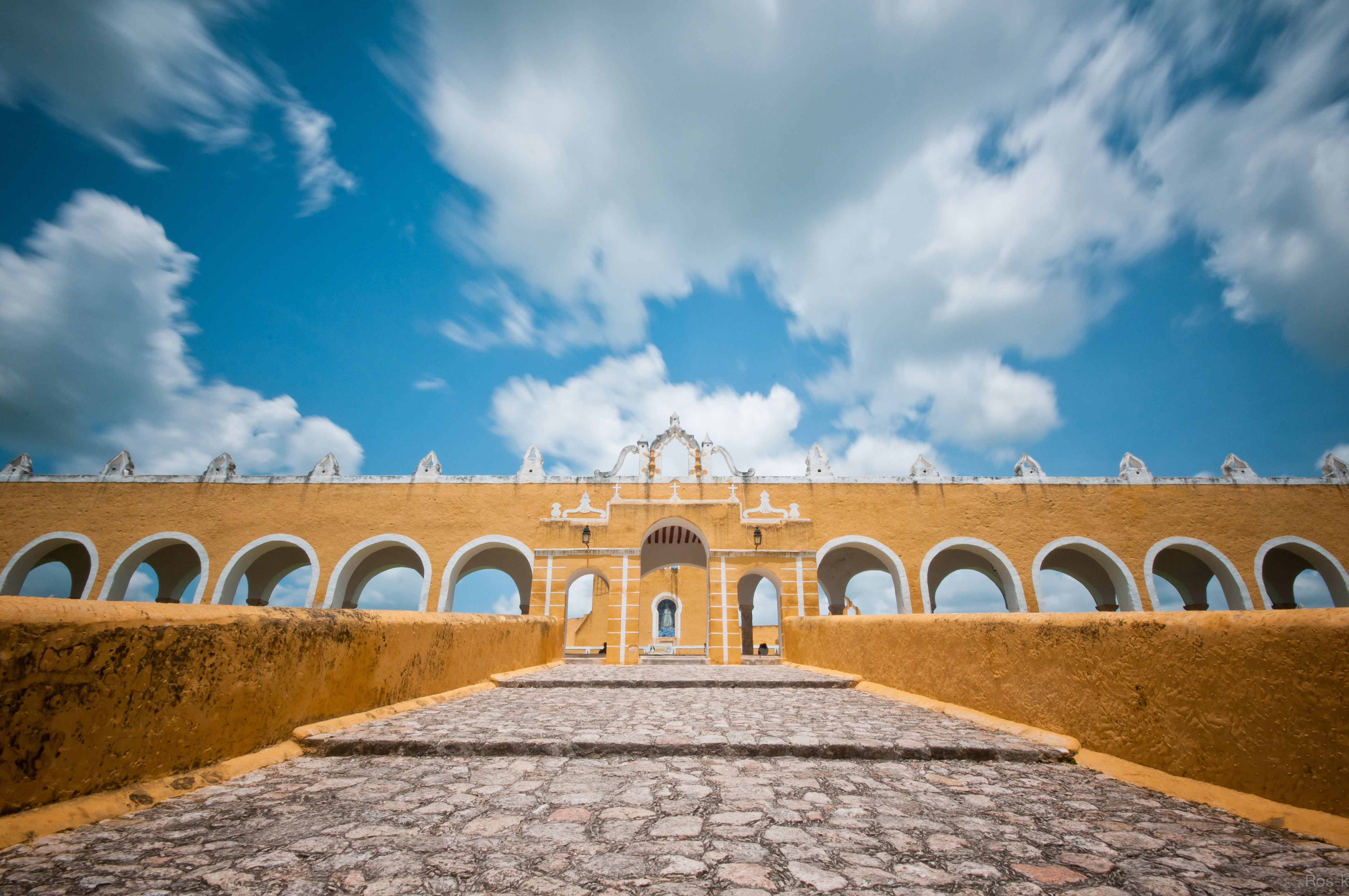
La entrada principal al convento de Izamal luce un camino empedrado y parte de su gran arquería
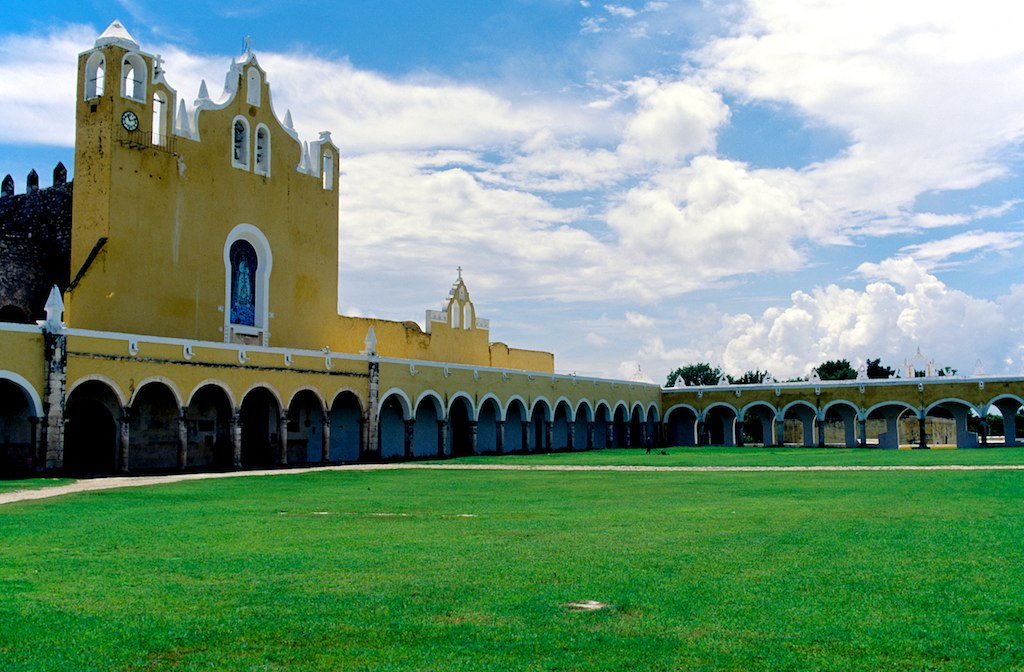
Parte del atrio cerrado del convento de Izamal, que muestra su arquería pintada de amarillo ocre.
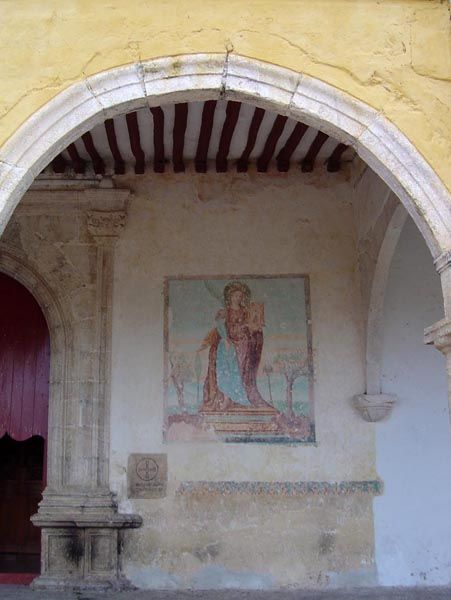
Fresco colonial
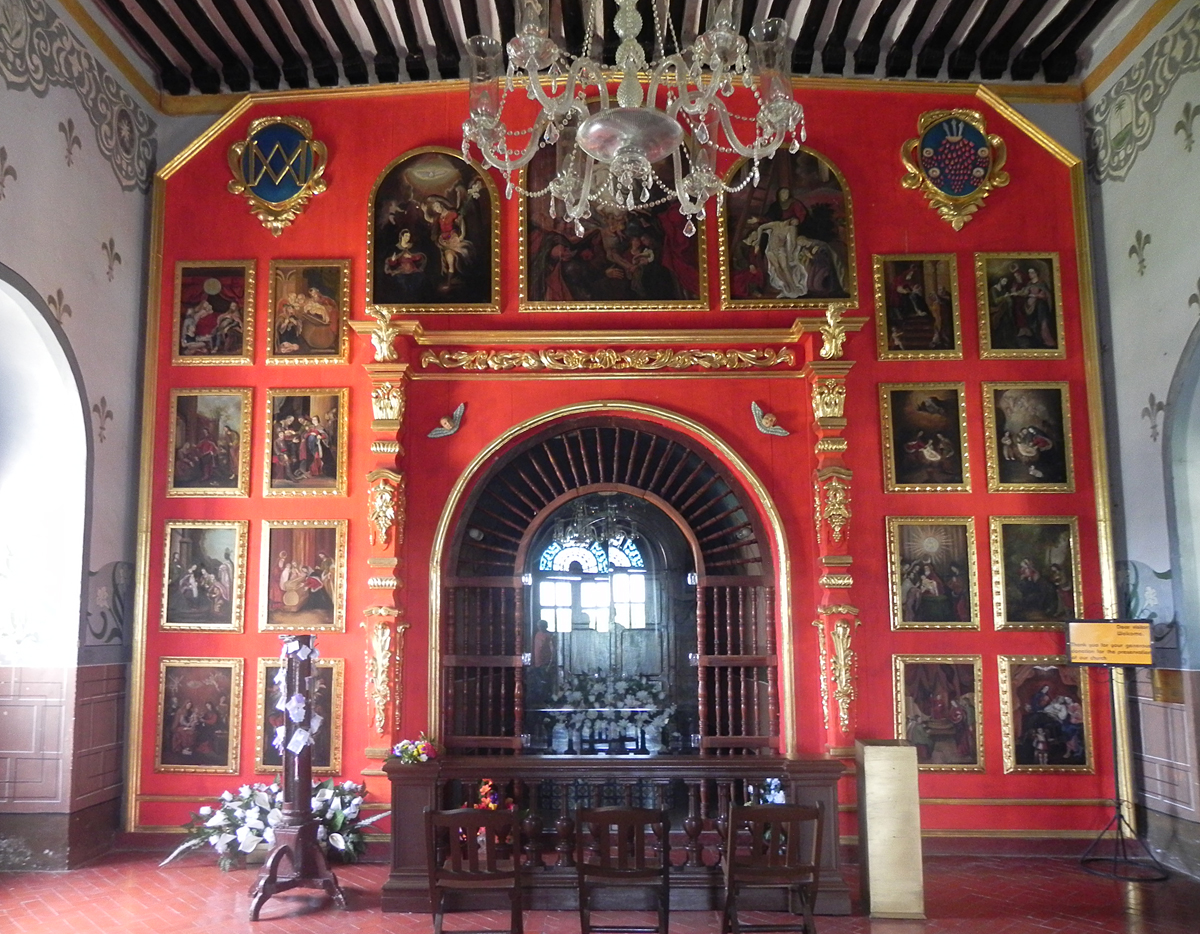
Camerín de la Virgen de Izamal
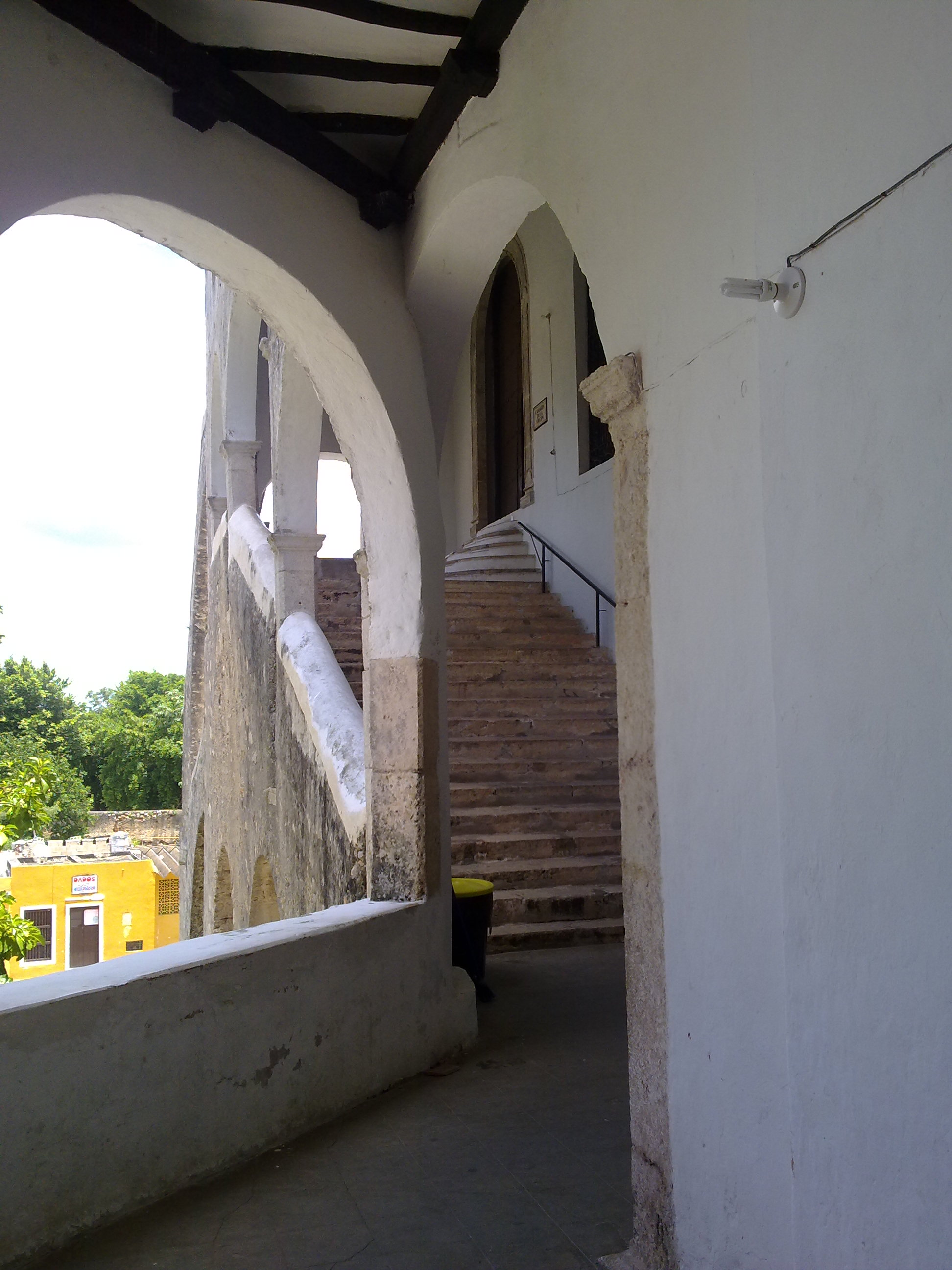
Al camerín de la Virgen se puede acceder por la escalera.
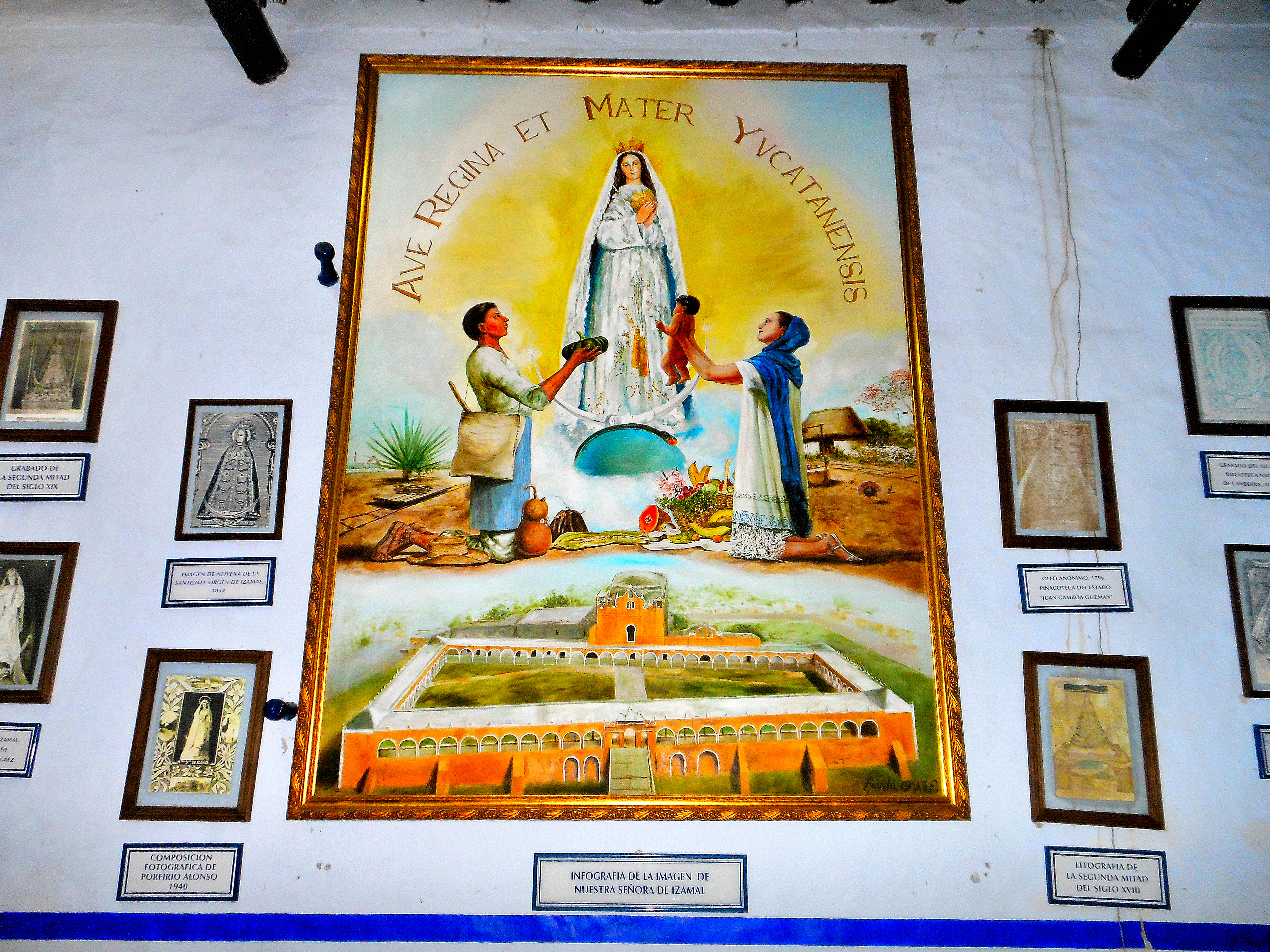
Izamal es un lugar Mariano. La Virgen tiene su museo en el ex convento.
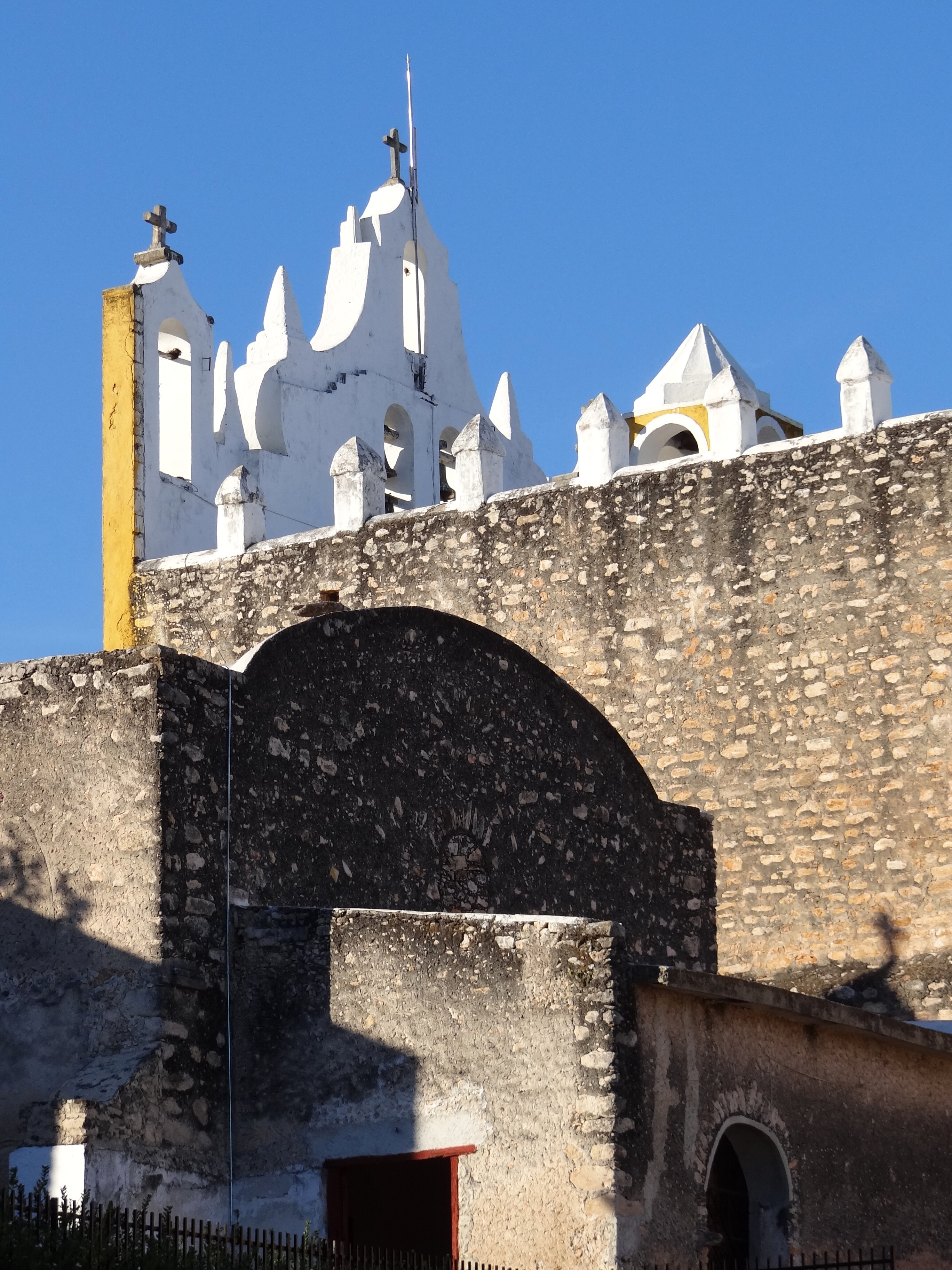
El convento fue construido con piedras de pirámide.
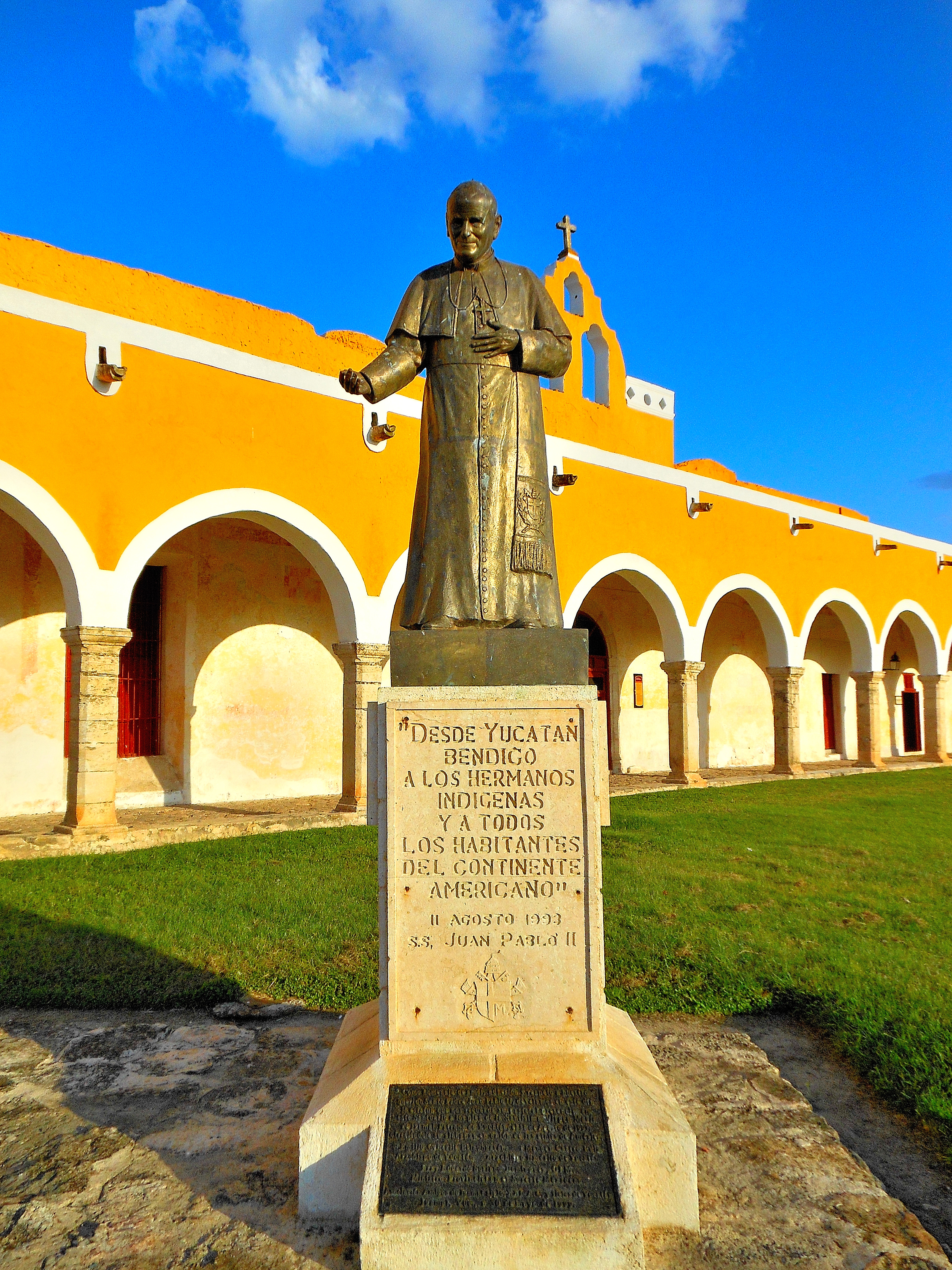
Juan Pablo II obsequió a la Virgen una corona de plata.